# Flower (phim)
Flower hay còn có tên tiếng Việt là Tuổi mới lớn là một bộ phim Mỹ hài kịch năm 2017 của đạo diễn Max Winkler, từ một kịch bản được viết bởi Alex McAulay, Winkler, và Matt Spicer. Phim có sự tham gia của các diễn viên: Zoey Deutch, Kathryn Hahn, Tim Heidecker, Adam Scott, Joey Morgan và Dylan Gelula.
Nó đã được công chiếu trên toàn thế giới tại Liên hoan phim Tribeca vào ngày 20 tháng 4 năm 2017. Nó được phát hành vào ngày 16 tháng 3 năm 2018, bởi The Orchard.

## Cốt truyện
Erica (Zoey Deutch) đã cho một sĩ quan cảnh sát một cú lừa trong chính xe của hắn bằng cách dụ dỗ hắn trong khi hai người bạn của cô đang quay phim họ. Sau đó, họ tống tiền hắn vì Erica tiết lộ rằng cô chưa đủ mười tám tuổi. Họ tiết lộ rằng cô ấy và bạn bè của cô ấy tống tiền những kẻ ấu dâm thường xuyên như một hình thức cảnh giác. Erica đang tiết kiệm bằng cách thu "lừa" như trên để bảo lãnh cho bố mình ra khỏi tù.
Cha dượng mới của cô, Bob, có một cậu con trai, Luke, đã ra khỏi trại cai nghiện và đến sống chung với họ. Erica và Luke sớm phát triển một tình bạn không thể tin được.
Khi ở trong khu chơi bowling cùng nhau, Luke đã có một cuộc tấn công hoảng loạn khi nhìn thấy giáo viên trung học của mình, Will Jordan (Adam Scott), người mà anh ta cáo buộc tấn công tình dục. Will không bao giờ bị buộc tội vì những mâu thuẫn trong câu chuyện của Luke. Sau đêm đó, Erica làm gián đoạn nỗ lực tự sát của Luke.
Erica và đám bạn của cô quyết định biến Will thành mục tiêu tiếp theo của họ, với Luke miễn cưỡng tham gia. Tại cửa hàng tạp hóa, Erica tán tỉnh Will, người nhận ra cô là một thiếu niên ở trường trung học. Sau đó, cô tiếp cận anh ta tại khu chơi bowling, và họ đi ra khỏi xe của anh ta trong bãi đậu xe. Trước khi nó có thể đi xa hơn, cô đột ngột dừng nó lại. Bạn bè của cô cáo buộc cô phá hoại kế hoạch vì cô thích anh ta.
Thế là họ lập một kế hoạch mới và dụ anh ta uống bia với ma tuý để chụp ảnh làm chứng cứ rằng anh ta có tội, tuy vậy cô đã vô tình đổ ma tuý vào quá nhiều, vì vậy Erica nói rằng cô sẽ không cho anh ta uống toàn bộ. Erica đến nhà Will với sáu người, tuy vậy chỉ mình cô vào nhà và xin lỗi vì đêm nọ, và họ vào trong nhà anh ta để đi chơi. Erica hỏi về bản sao Tháp Eiffel thu nhỏ trên bàn cà phê của Will, một món quà từ vợ cũ của anh. Điều này khiến Will nói với cô về việc anh ta bị buộc tội lạm dụng Luke, điều mà anh ta phủ nhận kịch liệt. Mặc dù anh ta không bao giờ bị buộc tội, anh ta nói với cô rằng lời buộc tội đã hủy hoại cuộc đời anh ta như thế nào. Erica nhận ra rằng anh ta gần như đã hoàn thành với bia, vì vậy cô tát nó ra khỏi tay anh ta, và anh ta cảm nhận được hiệu ứng mạnh mẽ của mái nhà. Anh ta nắm lấy cánh tay cô, và Luke chạy vào và đấm anh ta, khiến Will ngã ngửa xuống bàn cà phê, đập vỡ nó. Bốn người họ đón Will và chống đỡ anh ta trên chiếc ghế dài trong khi hai cô gái cởi đồ lót của họ và chụp ảnh với anh ta để sử dụng để tống tiền anh ta. Luke lo lắng rằng hơi thở của anh quá chậm, nhưng họ rời đi, run rẩy vì cuộc gặp gỡ. Trên đường ra, Erica thấy rằng các cô gái khác đã phá hoại nhà để xe của mình bằng cách phun sơn chữ "ấu dâm" lên đó.
Sáng hôm sau, cảnh sát xuất hiện tại nhà của họ và buộc tội Erica và Luke phá hoại. Khi họ đề cập rằng họ chưa thể hiểu được anh ta, Erica và Luke quay trở lại nhà để đảm bảo rằng anh ta ổn. Khi họ đến nơi, Will đang ngồi khập khiễng trên chiếc ghế dài chính xác nơi họ rời khỏi anh. Họ cố gắng làm anh ta tỉnh giấc và anh ta ngã xuống, để lộ Tháp Eiffel nằm ngửa và một vũng máu. Luke thuyết phục Erica họ phải chạy trốn đến Mexico.
Trong khi chạy trốn, Erica từ bỏ cảm giác tội lỗi và tìm kiếm sự trấn an từ Luke rằng Will xứng đáng với những gì đã xảy ra với anh ta. Luke tiết lộ rằng anh ta không bao giờ bị Will quấy nhiễu; anh bước vào Will quấy rối bạn cùng lớp và nói dối để bảo vệ cô và những nạn nhân khác có thể.
Luke làm Erica ngạc nhiên khi lái xe đưa cô đến nhà tù cha cô và đưa tiền bảo lãnh cho cô. Tuy nhiên, cô rất đau lòng khi biết rằng anh ta đã được tại ngoại vài ngày trước và không liên lạc với cô.
Erica quyết định rằng cô ấy không muốn sống cuộc sống của mình trên đường chạy trốn, và cô ấy muốn về nhà và tự quay về. Luke đồng ý, nhưng trên đường trở về, một chiếc xe cảnh sát kêu gọi họ vượt lên. Erica nói với Luke rằng họ không thể bị bắt trước khi tự quay đầu, vì vậy họ cố gắng để mất cảnh sát trên một con đường đất. Trong hỗn loạn, Luke thú nhận tình yêu của mình với cô. Họ từ bỏ cuộc rượt đuổi để dừng lại để quan hệ tình dục và được cảnh sát tìm thấy khi họ nằm cùng nhau trên mặt đất.
Một tháng sau, Erica đến thăm Luke trong tù, ngay trước khi việc quản thúc tại gia của cô bắt đầu. Mặc dù hoàn cảnh của họ, họ vẫn trong còn tình yêu nồng nàn và vô cùng hạnh phúc.

## Nhân vật
- Zoey Deutch với vai Erica Vandross
- Kathryn Hahn với vai Laurie Vandross
- Adam Scott trong vai Will Jordan
- Tim Heidecker trong vai Bob Sherman
- Joey Morgan trong vai Luke Sherman
- Dylan Gelula với tư cách là Kala
- Maya Eshet với tư cách là Claudine
- Eric Edelstein với tư cách là Dale Dotter
- Romy Byrne trong vai Alli Whitman

## Quay phim
Việc quay phim được hoàn thành chỉ trong 17 ngày tại Thung lũng San Fernando.

## Sản xuất
Vào ngày 23 tháng 6 năm 2016, có thông báo rằng Zoey Deutch, Kathryn Hahn, Adam Scott và Tim Heidecker sẽ đóng vai chính trong Flower, được chỉ đạo bởi Max Winkler từ một kịch bản của Alex McAulay nằm trong Danh sách đen các phim chưa được sản xuất tốt nhất năm 2012. Phim đã được chuẩn bị để bắt đầu quay vào mùa hè đó.

## Phát hành
Flower công chiếu vào năm 2017, ở Tribeca Film Festival vào ngày 20 tháng 4 năm 2017. Ngay sau đó, The Orchard có được quyền phân phối cho bộ phim. Trailer / teaser đầu tiên được phát hành vào ngày 1 tháng 12 năm 2017. Nó được phát hành vào ngày 16 tháng 3 năm 2018.

## Đón nhận
Trên trang web tổng hợp đánh giá Rotten Tomatoes, bộ phim giữ tỷ lệ tán thành 52% dựa trên 54 đánh giá và xếp hạng trung bình 5,5 / 10. Sự đồng thuận của trang này, "Hoa chứng minh Zoey Deutch có thể mang cả những nhân vật được viết một cách sơ sài nhất vào cuộc sống - và rằng cô ấy không đủ để "cứu" một bộ phim có nhiều thiếu sót cơ bản."  Trên Metacritic, bộ phim có điểm trung bình có trọng số là 52 trên 100, dựa trên 20 nhà phê bình, chỉ ra "các đánh giá hỗn hợp hoặc trung bình".